# 朱純
朱纯（？—？），號我白，山东济南府长清县人。明朝政治人物。

## 生平
生有夙慧，初入塾，日读书一册，人皆奇之。天啓元年（1621年）辛酉科山東鄉試解元，二年（1622年）联捷壬戌科進士。一时有江北才子之誉。初授容城令，以廉明调治永年，三载考最，七年升礼部儀制司主事，崇祯元年（1628年）擢南京福建道御史，巡视上江，请停搜括并禁革天津米豆加耗。疏劾旧辅魏广微、顾秉谦党附魏忠贤，并及薛贞，弹劾御史石三畏为十孩儿之一，直声大震。疏荐南京吏部考功司主事陈梦珫。四年任庆阳府知府，崇祯五年四月升陕西河西道参议。崇祯七年（1634年）六月，东厂番役在南京搜查到原任兰州知州李景时托河西道朱纯给南京左都御史张延登写的信件，希望张想办法给李景时安排在南京任职。事发后，朱纯、李景时等人全被逮捕革职。